# Brephos sublaeta
Brephos sublaeta is een vlinder uit de familie uilen (Noctuidae). De wetenschappelijke naam van deze soort is voor het eerst geldig gepubliceerd in 1975 door Sergius Kiriakoff.
De soort komt voor in tropisch Afrika.